# Isaac Williams
Pour les articles homonymes, voir Williams.
Isaac Williams (1802-1865) est un membre éminent du Mouvement d'Oxford et un disciple de John Keble. Il fut, comme les autres participants au Mouvement, associé à l'Université d'Oxford. Écrivain prolifique, il publia aussi bien de la poésie que de la prose.

## Œuvres
- On Reserve in Communicating Religious Knowledge, 1838[1]
- The cathedral, or The Catholic and Apostolic Church in England, 1838
- Thoughts in Past Years, Oxford, John Henry Parker, 1838[2]